# Os Maias
Os Maias é uma das obras mais conhecidas do escritor português Eça de Queiroz, publicado pela Livraria Lello & Irmão no Porto, em 1888. A obra ocupa-se da história de uma família (Maia) ao longo de três gerações, centrando-se depois na última com a história de amor entre Carlos da Maia e Maria Eduarda.

## Sinopse da obra
Tudo começa com a descrição da casa – “O Ramalhete” - Lisboa, mas que nada tem de fresco ou de campestre. O nome vem-lhe de um painel de azulejos com um ramo de girassóis, colocado onde deveria estar a pedra de armas.
Afonso da Maia, senhor da casa, casou-se com Maria Eduarda Runa e deste casamento resultou apenas um filho - Pedro da Maia. Pedro da Maia, que teve uma educação tipicamente romântica, era muito ligado à mãe e após a sua morte ficou inconsolável, tendo só recuperado quando conheceu uma mulher chamada Maria Monforte, com quem casou, apesar de Afonso não concordar. Deste casamento resultaram dois filhos: Carlos Eduardo e Maria Eduarda. Algum tempo depois, Maria Monforte apaixona-se por Tancredo (um príncipe napolitano, italiano que Pedro fere acidentalmente num acidente de caça e acolhe em sua casa) e foge com ele para Itália, levando consigo a filha, Maria Eduarda. Quando sabe disto, Pedro, destroçado, vai com Carlos para casa do pai, Afonso, onde comete suicídio. Carlos fica na casa do avô, onde é educado à inglesa (tal como Afonso gostaria que Pedro tivesse sido criado).
Passam-se alguns anos e Carlos torna-se médico e abre um consultório. Mais tarde avista uma mulher no Aterro enquanto caminhava com Steinbroken, ministro da Finlândia e amigo dos Maias. Essa mulher vem mais tarde saber chamar-se Maria Eduarda. Os dois apaixonam-se.
Carlos crê que a sua irmã tinha morrido. Maria Eduarda crê que apenas teve uma irmãzinha que morreu em Londres. Os dois namoram em segredo. Carlos acaba depois por descobrir que Maria lhe mentiu sobre o seu passado – podiam ter-se zangado definitivamente. Guimarães vai falar com João da Ega, e dá-lhe uma caixa que diz ser para Carlos ou para a sua irmã Maria Eduarda. Aí Ega descobre tudo, conta a Vilaça (procurador da família Maia) e este acaba por contar a Carlos o incesto que anda a cometer. Afonso da Maia morre de desgosto.

“A casa que os Maias vieram habitar em Lisboa, no outono de 1875, era conhecida na vizinhança da rua de S. Francisco de Paula, e em todo o bairro das Janellas Verdes, pela casa do Ramalhete ou simplesmente o Ramalhete. Apesar deste fresco nome de vivenda campestre, o Ramalhete, sombrio casarão de paredes severas, com um renque de estreitas varandas de ferro no primeiro andar, e por cima uma timida fila de janellinhas abrigadas à beira do telhado, tinha o aspecto tristonho de Residencia Ecclesiastica que competia a uma edificação do reinado da sr.ª D. Maria I: com uma sineta e com uma cruz no topo assimilhar-se-hia a um Collegio de Jesuitas. O nome de Ramalhete provinha de certo d'um revestimento quadrado de azulejos fazendo painel no lugar heraldico do Escudo d'Armas, que nunca chegara a ser collocado, e representando um grande ramo de girasoes atado por uma fita onde se distinguiam letras e números d'uma data.
Longos annos o Ramalhete permanecera deshabitado, com teias d'aranha pelas grades dos postigos terreos, e cobrindo-se de tons de ruina.”

— Os Maias (1888)
Há ainda a abordagem científica. O romance foi escrito numa altura em que as ciências floresciam. Eça joga nele com o peso da hereditariedade (Carlos teria herdado da avó paterna e do próprio pai o carácter fraco, e da mãe a tendência para o desequilíbrio amoroso), e da acção do meio envolvente sobre o indivíduo (Carlos fracassa, apesar de todas as condicionantes que tem a seu favor, porque o meio envolvente, a alta burguesia lisboeta, para tal o empurra). A psicologia dava os seus primeiros passos – é assim que Carlos, mesmo sabendo que a mulher que ama é sua irmã, não deixa de a desejar, uma vez que não basta que lhe digam que ela é sua irmã para que ele como tal a considere.

### A história
A ação de Os Maias passa-se em Lisboa, na segunda metade do século XIX, e apresenta-nos a história de três gerações da família Maia. 
A ação inicia-se no Outono de 1875, quando Afonso da Maia, nobre e rico proprietário, se instala no Ramalhete com o neto recém formado em Medicina. Neste momento faz-se uma longa descrição da casa – “O Ramalhete”, cujo nome tem origem num painel de azulejos com um ramo de girassóis, e não em algo fresco ou campestre, tal como o nome nos remete a pensar.
Afonso da Maia era o personagem mais simpático do romance e aquele que o autor mais valorizou, pois não se lhe conhecem defeitos. É um homem de carácter, culto e requintado nos gostos. Em jovem aderiu aos ideais do Liberalismo e foi obrigado, por seu pai, a sair de casa e a instalar-se em Inglaterra. Após o pai falecer regressa a Lisboa para casar com Maria Eduarda Runa, mas pouco tempo depois escolhe o exílio por razões de ordem política.
Fruto deste casamento resultou apenas um filho, Pedro da Maia, que apresentava um temperamento nervoso, fraco e de grande instabilidade emocional. Afonso desejaria educá-lo à inglesa, mas Maria Eduarda, católica fervorosa, cujo fanatismo mais se exacerba ao viver em Inglaterra, país protestante, não o consente e Pedro é educado por um padre mandado vir de Lisboa. Pedro cresce, muito ligado à mãe e após a sua morte, ficou inconsolável, tem crises de melancolia negra recuperando apenas quando conhece uma mulher, extraordinariamente bela e vistosa, chamada Maria Monforte. Enamora-se dela e,  apesar do seu pai não concordar, devido a rivalidade entre as famílias Maia e Monforte, casa com ela, o que o afasta do convívio do pai. O jovem casal parte para Itália e inicia uma vida faustosa. Nascem-lhes dois filhos: Maria Eduarda e Carlos Eduardo. Pouco depois do nascimento do segundo filho, Maria Monforte apaixona-se por um príncipe italiano que estava abrigado na casa, após Pedro ferí-lo acidentalmente num acidente de caça, e um dia, Pedro chega a casa e descobre que a mulher fugiu com o italiano, levando a filha. Desesperado, refugia-se em casa do pai, levando o filho, ainda bebé. Nessa mesma noite, depois de escrever ao pai uma longa carta, Pedro suicida-se com um tiro. Afonso da Maia dedica a sua vida ao neto a quem dá a educação inglesa, forte e austera, que em tempos sonhara para o filho. Num capítulo do livro essa educação, considerada a ideal, é contraposta à que umas vizinhas, as senhoras Silveiras dão ao filho e sobrinho Eusebiozinho.
Passados alguns anos, Carlos contra a vontade de todos, exceto de seu avô, tornou-se médico (profissão que, ainda nos finais do século XIX, era considerada suja e indigna de um homem de bem) e acaba por montar um luxuoso consultório e até por mandar construir um laboratório, onde pretende dedicar-se à investigação. Após várias aventuras, um dia conhece uma mulher chamada Maria Eduarda e apaixona-se por ela, mas supõe-na casada com um cavalheiro brasileiro, Castro Gomes. Carlos e Maria tornam-se amantes. Carlos, com exceção da sua viagem no fim do curso, viveu sempre em Portugal, pensando que a sua irmã e a mãe morreram, e Maria Eduarda apenas se lembra de que teve uma irmãzinha, que morreu em Londres.  Regressado a Lisboa e desagradado com os boatos de que a sua «mulher» seria amante de Carlos, Castro Gomes revela a este que Maria não é a sua mulher mas apenas uma senhora a quem ele paga para viver consigo. É assim que Carlos descobre que Maria lhe mentiu sobre o seu passado. Ela conta-lhe o que sabe sobre a sua vida e ele perdoa-lhe. Resolvem fugir, mas vão adiando o projeto, pois Carlos receia magoar o avô. Este, já velho passa o tempo em conversas com os amigos, lendo, com o seu gato – Reverendo Bonifácio – aos pés, opinando sobre a necessidade de renovação do país. Afonso é generoso para com os amigos e os necessitados, ama a natureza e o que é pobre e fraco. Tem altos e firmes princípios morais. A verdade precipita-se quando um tio de um amigo de Carlos (Guimarães, tio de Dâmaso Salcede), absolutamente por acaso, revela a Ega, o grande amigo de Carlos, que Maria é irmã deste. Embora Ega seja cauteloso ao dar a notícia a Carlos, este tem um grande choque. No entanto, não consegue pensar em Maria como irmã e continua a ser seu amante. Ao descobrir a verdade, Afonso morre de um AVC. Carlos e Maria separam-se. Carlos vai dar uma volta ao mundo.
O romance termina quando Carlos, passados 10 anos, regressa a Lisboa de visita. O final é ambíguo, como o foi a acção de Carlos e João da Ega ao longo da narrativa: embora ambos afirmem que "não vale a pena correr para nada" e que tudo na vida é ilusão e sofrimento, acabam por correr desesperadamente para apanhar um transporte público que os leve a um jantar para o qual estão atrasados.

## Personagens

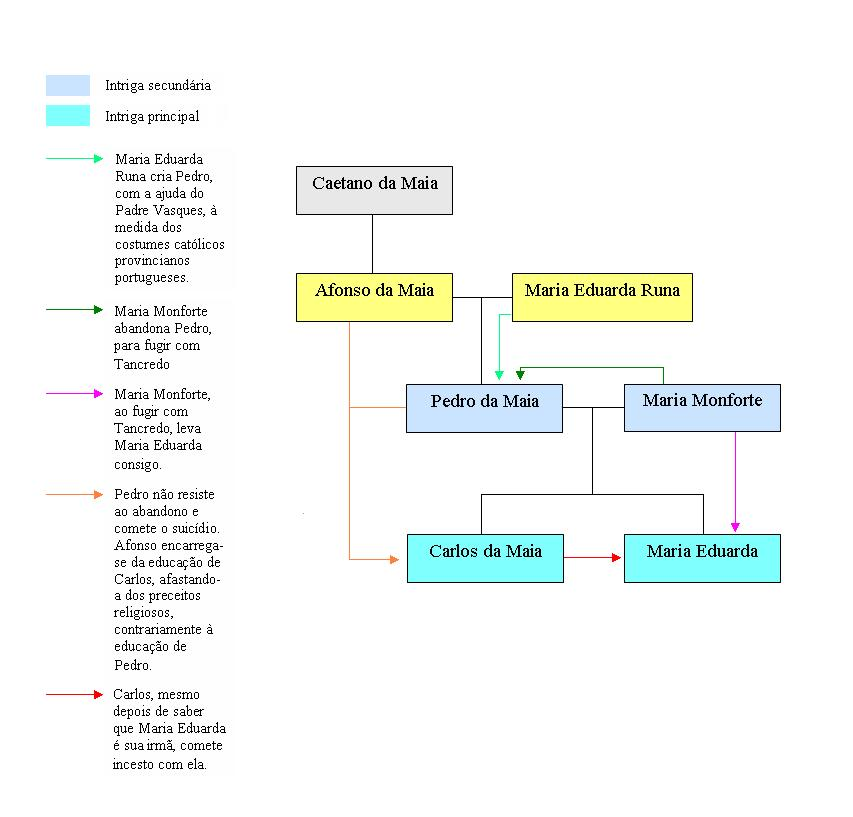
Árvore genealógica da família Maia.

### Lista de personagens

#### Intriga principal
- Carlos da Maia
- Maria Eduarda

#### Intriga secundária
- Pedro da Maia
- Maria Monforte

#### Personagens secundárias
- Afonso da Maia
- Maria Eduarda Runa
- Tomás de Alencar (Tomás de Alencar não está directamente envolvido na intriga secundária (entre Pedro da Maia e Maria Monforte), mas a sua influência naquela família é grande, visto que é o melhor amigo de Pedro. Na obra, a família é sempre descrita como uma família que sabe receber bem, e Alencar teve sempre "o seu talher na mesa dos Maias", o que faz com que seja quase considerado familiar. Representa o ultra romantismo que antecedeu os ideais realistas naturalistas que pautaram a geração de 70.
- João da Ega (Ega representa para Carlos da Maia, o papel que Alencar representou para seu pai mas, desta feita, envolvido na intriga principal - entre Carlos e Maria Eduarda - gozando de semelhantes regalias em casa dos Maias. É quem descobre, por intermédio do Sr. Guimarães, tio de Dâmaso, o parentesco de Carlos e Maria Eduarda e quem acaba por revelar a Maria Eduarda esse parentesco a pedido de Carlos.
- Jacob e Raquel Cohen - casal de origem judaica, sendo Jacob diretor do Banco Nacional e Raquel, durante uma parte do romance, amante de João da Ega.
- Os condes de Gouvarinho - Conde de Gouvarinho, político endividado, casado com uma senhora de origem inglesa do Porto com fortuna, a Condessa, que se torna amante de Carlos da Maia.
- Guilherme Craft - rico excêntrico descendente de ingleses, amigo de Carlos e Afonso da Maia e frequentador do Ramalhete. Dono da quinta da toca nos Olivais, que aluga a Carlos da Maia.
- Cruges - Compositor amigo de Carlos da Maia e frequentador do Ramalhete.
- Conde de Steinbroken - ministro da Finlândia em Portugal (embaixador ou cônsul)
- Palma Cavalão
- Marquês de Souzella - amigo de Carlos da Maia e frequentador do Ramalhete
- Eusébio Silveira - conhecido dos Maias, fraco física e psicologicamente
- taveira - conhecido dos Maias e frequentador do Ramalhete
- D. Diogo - companheiro de Afonso da Maia e frequentador do Ramalhete
- General Sequeira - companheiro de Afonso da Maia e Frequentador do Ramalhete
- Vilaça (pai e filho) - procuradores da família Maia
- Teixeira - criado de quarto de Carlos da Maia

#### Outros
- Vilaça (pai)
- Caetano da Maia - Referido somente como o pai de Afonso.
- Tia Fanny - Após a morte da mãe de Afonso da Maia, sua tia mudou-se para junto dele em Richmond, Inglaterra.
- Sebastião da Maia - Primo afastado de Afonso que lhe deixou uma herança.
- Brown, o inglês
- O Marquês
- Rosa
- Sr. Guimarães
- Miss Sara
- Castro Gomes
- Eusebiozinho Geralmente, em Os Maias, o uso do diminutivo implica uma adjectivação irónica (fraco, mimado, típica educação portuguesa da época) . Esta caracterização acompanha Eusebiozinho até à última referência que se tem dele.
- D. Maria (da) Cunha
- Baronesa de Alvim
- Concha
- Lola e Carmen
- Padre Vasques - Capelão do conde de Runa, saiu de Lisboa para ir até a casa de Afonso da Maia em Inglaterra para educar Pedrinho.

### Protagonistas
A personagem nuclear do romance, o seu verdadeiro protagonista, é uma família, a família Maia, que se articula em três gerações sucessivas. A relação geracional dos seus elementos transporta características identitárias que se refletem no comportamento de cada geração.
Cada uma destas gerações organiza-se em torno de uma personagem masculina que, por sua vez, faz par com uma personagem feminina, vive numa roda de amigos íntimos e integra-se numa dada situação histórica:
- Afonso da Maia e D. Maria Runa;
- Pedro da Maia, Maria Monforte e o seu grande amigo Alencar;
- Carlos da Maia, o seu íntimo amigo João da Ega e Maria Eduarda.

O retrato de cada um dos protagonistas destes três momentos é eximiamente traçado por Eça de Queirós.
Afonso da Maia é um homem culto, sereno, de bom gosto, equilibrado, sólido, firme, amigo afetuoso e solícito; patrão justo e generoso; cidadão exemplar; a síntese das tradicionais e esquecidas virtudes portuguesas, melhorada pelo contacto com a admirada Inglaterra; um «bloco de granito» que, «esmagado pela tragédia», se torna num velho cujos «passos lentos e incertos, muito pesados» desembocam na morte de pé.
Pedro da Maia é um homem frágil, de profundos olhos negros e românticos, vítima de uma educação livresca e clerical. Carácter amolecido pelo romantismo, dado a melancolias sem razão, endoidecido pelo amor, apaixonado febril, acaba no suicídio. Opõe-se à moral familiar representada por seu pai, Afonso; obedece à moral do sentimento; suicida-se, num desfecho melodramático de herói romântico.
Carlos da Maia, educado à inglesa, destinado a ser obreiro do progresso, da transformação do país, «formoso e magnífico moço, bem feito, de uma testa de mármore», é apresentado como um ser superior. No entanto, submerso pelo tédio reinante na burguesia lisboeta, deixa-se vencer pelos efeitos da paixão, dando, assim, primazia aos «genes» românticos que herdara dos pais. Não se empenha profundamente em nada, é um diletante e acaba falhado. É um dandy cujos «hábitos de luxo condenam irremediavelmente ao diletantismo». Dentre os protagonistas que constituem a família Maia, ele ocupa o lugar mais importante. Está no núcleo da ação e, por isso, é ele a personagem que alcança maior espessura psicológica. Esta sua maior densidade vem-lhe das situações complexas que vive:
- os bocejos de saciedade provocados pela frustre experiência amorosa com a Gouvarinho;
- a abstração radiosa advinda da paixão por Maria Eduarda;
- as fraquezas, as hesitações, as resoluções falhadas, os projetos por concretizar, a comoção com a morte do avô;
- a revolta, o medo, a fuga, a covardia, o choro, o ceticismo, o cinismo, a secura afetiva, o pessimismo existencial, durante e depois da tragédia que o atingiu.

Maria Eduarda, que se destaca, dentre as personagens femininas, é bela, mais discreta. Alta, de aparência estrangeirada, move-se com um andar de «deusa». Não representa o feminino apenas enquanto sentimento e emoção, pois tem qualidades no plano intelectual que a colocam à altura de uma conversa com Carlos e Ega.
Alencar ocupa o lugar de amigo íntimo, no tempo da geração de Pedro e Maria Monforte, mas sobrevive-lhes até ao reencontro com Carlos. Poeta, é o melhor representante da geração romântica à qual sobrevive. Surge no romance como «um rapaz alto, macilento, de bigodes negros, vestido de negro», caricatura do poeta ultrarromântico, que solta frases ressonantes e arrasta as suas poses. Mais tarde, já na geração de Carlos, reaparece como «homem alto, todo de preto, longos bigodes românticos» e funciona, então, como recordação agonizante de emoções patrióticas perdidas.
João da Ega, «um certo João da Ega», íntimo de Carlos, o «grande» João da Ega, que «tinha nas veias o veneno do diletantismo», nos tempos de Coimbra, estudava direito e reprovava. Personagem que talvez seja um alter-ego de Eça, ou antes, uma autocaricatura dos seus próprios ímpetos de artista vingador, figura exagerada de literato, perseguidor de ambiciosos planos irrealizados, é um falhado como Carlos. A sua figura, pelo aspeto físico e pela sua função predominante na intriga (apresenta personagens, instiga acontecimentos, faz avançar a ação, não escapa a ser portador da notícia fatal) tem o seu quê de mefistofélica. Aliás, é referido como «Esse Mefistófeles de Celorico». Consciência irónica e crítica dos acontecimentos, através de palavras sempre exageradas, acaba por exibir uma certa confusão mental. É teatral, cómico, pueril, incoerente. Não respeita nada, professa o desacato como condição de progresso, mas bajula o Cohen homenageando-o com um jantar e concordando-lhe com as opiniões, é porque quer aproximar-se da mulher, a divina Raquel, por quem está fascinado. Perante a desgraça que avassala o amigo, acaba por surgir «cheio só de compaixão e ternura, com uma grossa lágrima nas pestanas».

### Personagens secundárias
Em torno destas personagens fulcrais e, por conseguinte, ajudando muitas vezes a fazê-las emergir, interage uma série de personagens secundárias.
N´Os Maias, as personagens secundárias, ora frequentes, ora episódicas, ora circunstanciais, multiplicam-se ao sabor da intenção realista de construir um painel da sociedade lisboeta, da segunda metade do séc. XIX, segundo um ponto de vista crítico.
Vejamos algumas dessas personagens:
Sequeira e D. Diogo Coutinho: velhos companheiros de Afonso da Maia;
Steinbroken: embaixador finlandês, olhado caricaturalmente;
Vilaça (pai e filho): administradores zelosos da segurança material da família Maia;
Taveira: o funcionário do Tribunal de Contas;
Cruges: o pianista de cabeleira desleixada e amargo spleen;
Eusebiozinho: o produto mais representativo de toda a degenerescência física e moral da sociedade portuguesa da altura;

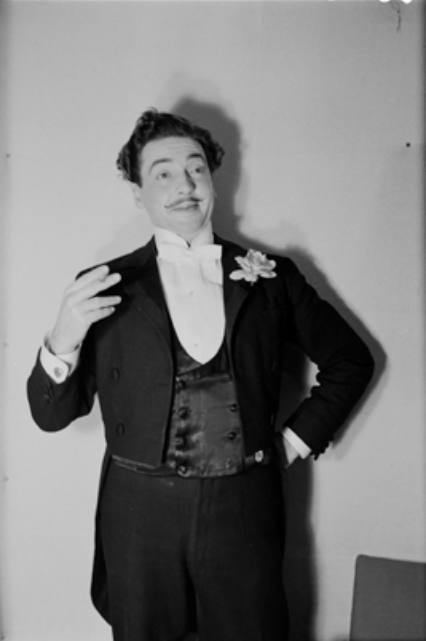
Dâmaso Salcede, interpretado por Henrique Canto e Castro na peça Os Maias (Companhia Rey Colaço-Robles Monteiro, Teatro Nacional D. Maria II, 1962)

Craft: inglês, sereno, fleumático, espantado com a «enormidade» portuguesa;
Dâmaso Salcede: o filho do velho Silva, o agiota; figura desorbitada de pura sátira, caricatura do francesismo em calão; representante de um dos mais baixos degraus da sociedade lisboeta; bochechudo e balofo, «frisadinho como um noivo de província», aldrabão, vaidoso, oco, cobarde, humilhado, aviltado; movido pela lisonja, pela inveja, pelo rancor; servil, obcecado pelo chic, rídiculo.
Na multímoda personagem que é a burguesia lisboeta, emergem ainda:
Cohen: o diretor do Banco Nacional, corrupto, indiferente aos reais interesses do país;
Conde de Gouvarinho: par do reino, político bacoco, inútil, produzindo discursos ridículos;
Condessa de Gouvarinho: exímia nos processos de assédio aos favores amorosos de Carlos e nos gestos melodramáticos de vítima do abandono;
Raquel Cohen: a divina despertadora de paixões;
Melanie, Miss Sara, Teles da Gama, Palma Cavalão, Castro Gomes, D. Maria da Cunha, enfim, um rio interminável de figuras que são tipos sociais, ou seja, têm um comportamento determinado pela sua origem e estatuto social.
Trata-se de personagens representativas de classes, grupos, funções, atitudes sociais. Estas personagens-tipo são as que melhor servem a intenção de crítica social realista: representam de forma caricatural os males sociais, expondo-os, dando-os a conhecer, tornando-os objeto de análise crítica e de ironia demolidora.

## Espaço Físico

### A representação de espaços sociais
Os Maias, romance do século XIX, apresenta-nos a representação realista de espaços sociais, ou seja, de espaços interiores e exteriores onde desfilam as personagens que possibilitam a crítica à sociedade portuguesa oitocentista, incidindo em costumes e comportamentos incorretos, desde a prática do adultério à corrupção do jornalismo ou à imitação desadequada de hábitos estrangeiros. Estas personagens, que se evidenciam negativamente, são tipos sociais que exemplificam aspetos da vida pública do país e, consequentemente, remetem para a crítica de costumes.
Locais:
- Lisboa
- O Ramalhete
- Consultório de Carlos da Maia
- Santa Olávia
- Hotel Central
- Hotel Lawrence, Sintra
- Inglaterra
- Paris
- Sintra
- Coimbra
- Hotel Nunes
- Roma
- Reino unido
- Olivais
- Entroncamento
- A Toca

Os Maias mostra-nos um retrato da Lisboa da época. Carlos, que mora na Rua das Janelas Verdes, caminha com frequência até ao Rossio (embora, por vezes, vá a cavalo ou de carruagem). Algumas das lojas citadas no livro ainda existem – a Casa Havaneza, no Chiado, por exemplo. É possível seguir os diferentes percursos de Carlos ou do Ega pelas ruas da Baixa lisboeta, ainda que algumas tenham mudado de nome. No final do livro, quando Carlos volta a Lisboa muitos anos depois, somos levados a ver as novidades – a Avenida da Liberdade, que substituiu o Passeio Público, e que é descrita como uma coisa nova, e feia pela sua novidade, exatamente como nos anos 70 se falava das casas de emigrante.

“Lisboa é o espaço que espelha a globalidade do país”

— Os Maias (1888), p. 697

### Lisboa
N`Os Maias, Lisboa é um espaço caracterizado pela degradação moral, onde os portugueses exibem a sua ociosidade crónica. É pois o símbolo da decadência nacional e está ao serviço da crónica de costumes.

### O Ramalhete
Habitado no Outono de 1875, o Ramalhete situava-se na Rua de São Francisco de Paula, Janelas Verdes, Lisboa. É portanto uma casa afastada do centro de Lisboa, na altura, num local elevado da cidade, no bairro onde hoje se situa o Museu Nacional de Arte Antiga. O seu nome deriva do painel de azulejos com um ramo de girassóis pintados que se encontrava no lugar heráldio, ao invés do brasão de família. Estes girassóis não são desapropriados, pois simbolizam a ligação da família à terra, à agricultura.
O Ramalhete corresponde à descrição do palácio do Conde de Sabugosa, grande amigo de Eça de Queiroz e membro do grupo dos Vencidos da Vida. As paredes severas e a tímida fila de janelinhas são ainda visíveis nas fachadas do casarão.
Em Os Maias, o Ramalhete é visto em três perspectivas diferentes:
- 1ª - Posto ao abandono
- 2ª - Habitada por Carlos da Maia e o avô, depois de decorada por um inglês (Jones Bule).
- 3ª - Dez anos depois, posta novamente ao abandono, depois de ser habitada dois anos (2ª perspectiva)

Quatro elementos são de indiscutível importância na caracterização do edifício em cada uma das perspectivas. São eles um cipreste e um cedro, uma cascatazinha e uma estátua de Vénus Citereia.

#### Primeira perspectiva
Na primeira perspectiva o Ramalhete é descrito como um inútil pardieiro (palavras de Vilaça) e simples depósito das mobílias vindas dos palacetes de Benfica e Tojeira, vendidos recentemente (1870). Vilaça não concordava com a compra deste palacete, pois tinha sido em Benfica que Pedro da Maia se suicidara, para além de que aquela casa ser a ilustre morada da família.
Era um edifício de paredes severas. Tinha um terraço de tijolo e um pobre quintal inculto, onde envelheciam um cipreste e um cedro, permanecia uma cascatazinha seca e jazia a um canto uma estátua de Vénus Citereia. A descrição de cada um desses elementos, dá-nos a ideia de que este é um local votado ao abandono.

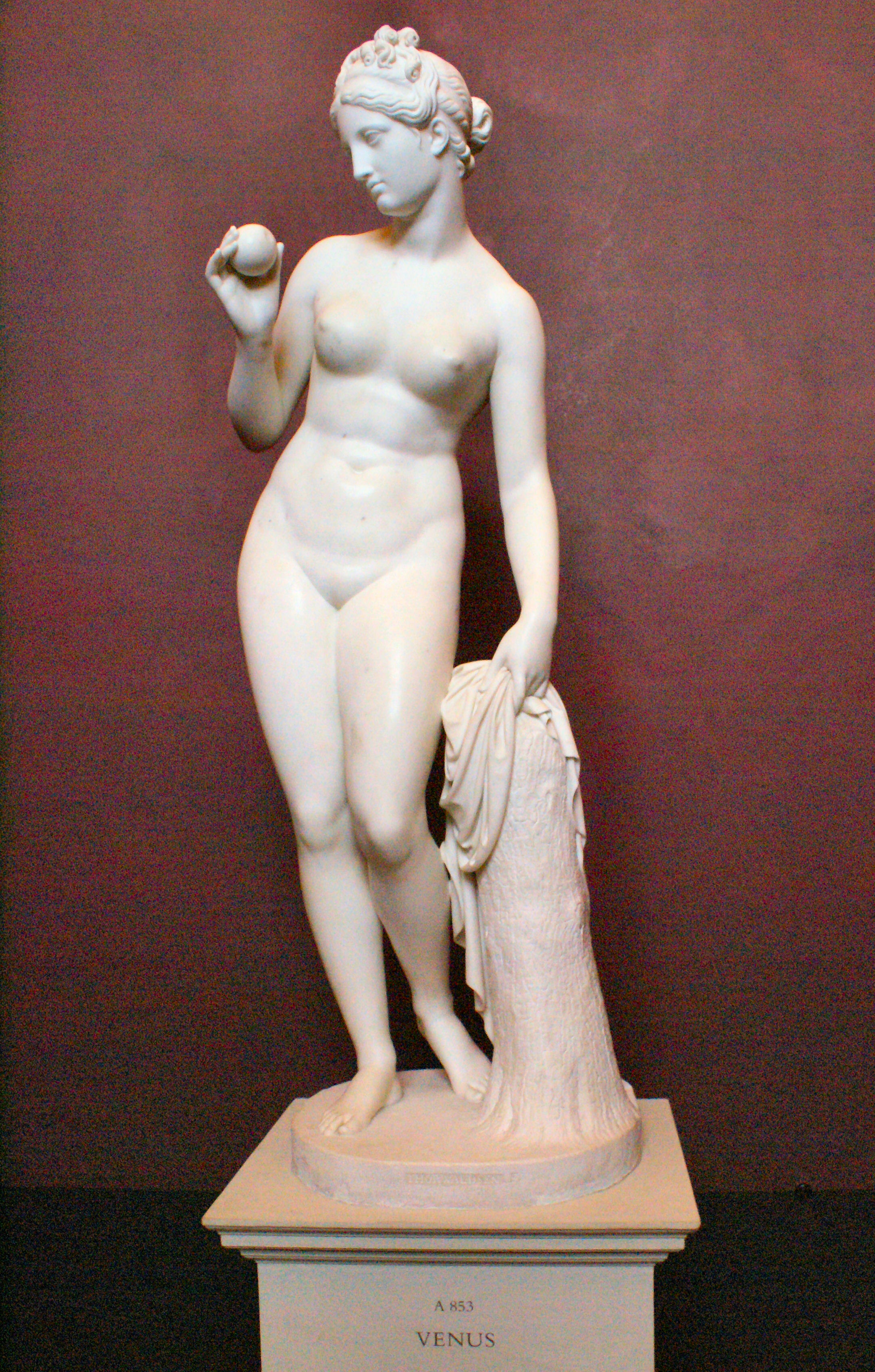
Um dos elementos principais na descrição do Ramalhete, é uma estátua de Vénus Citereia, identidade reconhecida por Monsenhor Buccarini, Núncio de Sua Santidade.

- - Vénus Citereia

"... enegrecendo a um canto na lenta humidade das ramagens silvestres."
Enegrecendo - O uso do gerúndio confere uma ideia de continuidade que já vem do passado.
Canto - Esta expressão reforça a ideia de abandono do local. Geralmente um canto é um local solitário e esquecido, ao passo que a estátua de Vénus acompanha o estado de abandono do edifício.
Lenta humidade - Esta expressão é uma marca do estilo pessoal do autor. O objectivo, ao trocar muito por lento, é realçar o passar dos anos, e não a quantidade de humidade.
- - Cascatazinha

"... uma cascatazinha seca"
Cascatazinha seca - Este adjectivo simboliza a ausência de vida. O uso do diminutivo inclui na obra queiroziana, geralmente, uma caracterização depreciativa e irónica. No entanto, aqui o objectivo de Eça é dar a impressão de que é algo simples, singelo.
- - Cipreste e cedro

Simbolizam a morte, por associação do cipreste aos cemitérios, em Portugal.
Sem nenhuma descrição adicional.

#### Segunda perspectiva
Depois de decorado por um inglês o edifício tem agora um aspecto rejubilante, novo e limpo. Esta perspectiva simboliza o apogeu do Ramalhete. Entretanto, permanece ainda o estilo romântico, bucólico e um certo melancolismo dramático. Enquanto dois elementos nos levam para um ambiente próspero, outros dois, nomeadamente o cedro e o cipreste, continuam a ser um espectro da tragédia, pois são aqui descritos como dois amigos tristes.

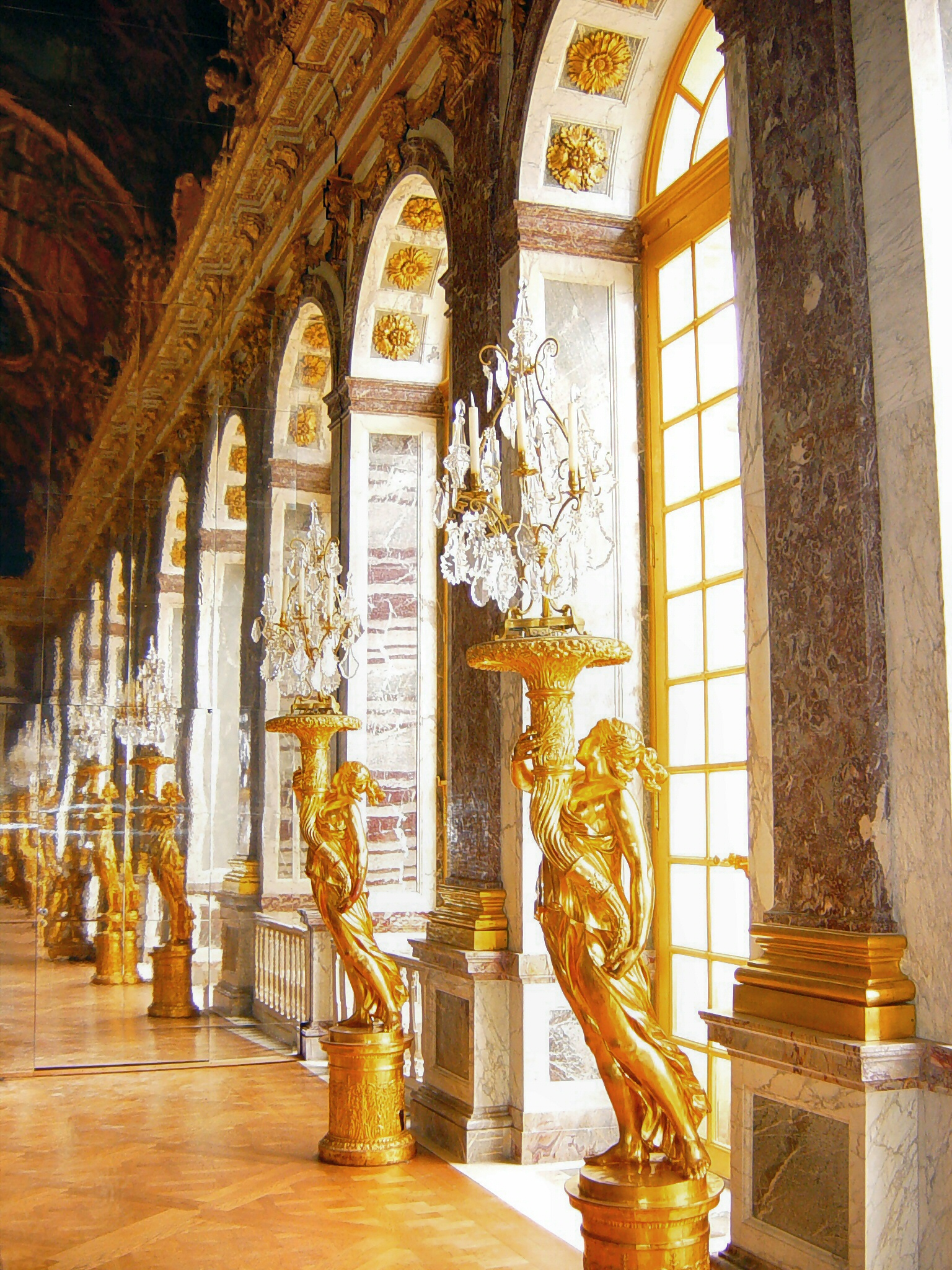
A citação de Versalhes, de forma metafórica, descreve a resplandecência do edifício na segunda perspectiva, marca do apogeu da intriga principal.

- - Vénus Citereia

"... parecia ter chegado de Versalhes."
Chegado de Versalhes - Esta metáfora simboliza o apogeu da estátua e, consequentemente das duas protagonistas das intrigas principal e secundária, Maria Eduarda e Maria Monforte, respectivamente. Só esta expressão bastaria para descrever o ambiente do Ramalhete durante a segunda perspectiva, pois dá conta da sua resplandecência.
- - Cascatazinha

"... uma delícia"
Delícia - O que antes era uma cascatazinha seca, é descrita agora como uma delícia. Esta expressão simboliza a vida e alegria, assim como algo ternurento.
- - Cipreste e cedro

"... envelhecendo juntos como dois amigos tristes"
Envelhecendo - Novamente o uso do gerúndio: acção contínua.
Amigos tristes - Esta comparação confere uma sensação de ambiguidade, dentro desta perspectiva, pois remete-nos para uma carga melancólica, ao passo que todos os outros elementos acompanham o aspecto novo e pleno de vida do edifício.

#### Terceira perspectiva
Na terceira perspectiva, a casa e o ambiente que a envolve que a caracteriza, torna a ser descrito de forma melodramática. Esta perspectiva é dada dez anos depois de Maria Eduarda e Carlos da Maia cometerem o incesto, período no qual ele torna a Lisboa, antes de partir para o Japão em viagem. Este último capítulo é aproveitado novamente para descrever Portugal, depois de dez anos, onde poucas mudanças se notavam. Com João da Ega, Carlos da Maia percorre os locais que havia frequentado, até chegar ao velho casarão de novo votado ao abandono, tal como o conheceram. Todos os elementos que habitualmente caracterizam o palacete nas outras duas perspectivas, vão voltar a transmitir o abandono e a melancolia daquele espaço.
- - Vénus Citereia

"... uma ferrugem verde, de humidade, cobria os grossos membros da Vénus Citereia."
Grossos membros - Enquanto na primeira perspectiva, a que está mais próxima desta terceira, a estátua ainda parece conservar alguma da sua beleza, nesta descrição os seus membros são tratados como "grossos", sinal da feiura a que o abandono a votou.
- - Cascatazinha

"... e mais lento corria o prantozinho da cascata."
Prantozinho da cascata - Esta expressão significa que da cascata, que na segunda perspectiva, parecia uma delícia, escorriam agora lentas lágrimas.
- - Cipreste e Cedro

"... envelheciam juntos, como dois amigos num ermo."
Como dois amigos num ermo - O uso da expressão ermo, invoca, mais que abandono, inexistência de vida, visto que, pelo significado, ermo é um campo deserto.

#### Espaços interiores d`O Ramalhete mencionados na obra
- Sala de convívio e lazer

Chamava-se fumoir; era a sala mais frequentada e cómoda do Ramalhete; era quente e um pouco escura com estofos de cores escuras.
- Escritório de Afonso ("como uma severa câmara de prelado")

Era decorado com um quadro de Cristo na cruz; um estilo clássico; muitas janelas; panos brancos (sinal da morte de Afonso e Pedro) - "símbolo da mortalha"
- Quarto de Carlos ("como um ar de quarto de bailarina")
- Jardins

#### Simbologias
Cores:
- Vermelho (paixão excessiva e destruidora)
- Dourado (luxo)
- Verde cor-de-musgo (decoração moderna)

Luxo:
- Cores
- Tapeçarias
- Escadaria principal
- Decoração
- Mármore (clássico)

### Hotel Central
O jantar do Hotel Central é um episódio que se passa no capítulo VI. Foi Ega que começou por organizar o evento, inicialmente convidando Carlos e Craft, mas adiou-o para o converter numa festa de cerimónia em homenagem de Cohen, o marido da sua amante.
É no peristilo do Hotel Central que Carlos vê Maria Eduarda pela primeira vez, ficando impressionado com a sua beleza e elegância, e foi um rapaz baixote, Dâmaso Salcede, que deu informações sobre aquela mulher, que «tinha um passo soberano» de deusa, entrecruzando-se, deste modo, as personagens da intriga principal e as da crônica de costumes. Durante o jantar, Carlos, que se instalara há pouco tempo na capital, contacta com a sociedade lisboeta através de personagens de referência social, representantes de instituições e ideais que tentam aparentar riqueza e cultura mas que evidenciam uma enorme falta de ética e de valores.
Carlos e Craft, após terem observado a entrada de Maria Eduarda naquele espaço, juntam-se aos convidados para o jantar, informando que tinham visto «uma esplêndida mulher, com uma esplêndida cadelinha griffon, e servida por um esplêndido preto», o que proporciona a aproximação de Dâmaso Salcede, que ridicularmente lhes diz que conhecia bem a família da mulher a quem eles se referiam e que tinha um tio em Paris, cidade que visitava com frequência: «Vim de Paris… Que eu em podendo é lá que me pilham! Esta gente conhecia-a em Bordéus. Isto é, verdadeiramente, conheci-a a bordo. Mas estávamos todos no Hotel de Nantes. Gente muito chique…». No momento em que Dâmaso fala entra Alencar, personagem na qual havia alguma «coisa de antiquado, de artificial e de lúgubre», que cumprimentou Carlos com emoção, porque o conhecera em criança.
Seguidamente, entra Cohen, o homenageado, e iniciam-se as conversas entre os convivas sobre a literatura e a decadência do país, objeto de crítica social.

### A Toca
Objetivamente ligada à habitação de alguns animais, a Toca representa, simbolicamente, o "território" de Carlos e Maria Eduarda. Realça o carácter bestial e animalesco desta relação, apenas dominada pelo desejo e o sentimento próprio de uma paixão incontrolável. 
A sua decoração permite antever o desfecho da relação, que desafiando valores humanos se rende a outras leis, através da relação incestuosa - o amarelo predomina e traduz o gosto por sensações fortes e moralmente proibidas. 

## Espaço Psicológico
O espaço psicológico é conjunto de elementos que traduz a interioridade das personagens, que:
- funciona como fator indicial da ação (sonho - p.184 - e imaginação - p. 222, 243, 245)
- mostra, principalmente, a formação e o modo de pensar de Carlos da Maia (emoções e reflexões - p. 492)

## Espaço Social
Em relação ao espaço social, são de realçar alguns episódios, onde a criação de ambientes específicos revela a preocupação do autor no sentido de evidenciar algumas das características mais flagrantes do povo português.
Esses episódios (a par do recurso às personagens-tipo) constituem um dos vetores estruturais da obra - a crónica de costumes.
São eles:
- Jantar no hotel central (p. 156 - 176)
São assumidas diferentes posições:
- João da Ega defende o Realismo e o Naturalismo, aprovando a cientificidade na literatura. Apoia as intervenções de Cohen e acha que a bancarrota seria determinante para a agitação revolucionária do país e possibilitaria a instauração da República e a queda da Monarquia.
- Cohen, o homenageado, revela-se calculista, aceitando a possibilidade de o país caminhar para a bancarrota, mas visto ter responsabilidades como banqueiro, mostra-se cínico e calculista, defendendo que há gente séria na política.
- Tomás de Alencar, o poeta ultrarromântico, opõe-se ao Realismo e ao Naturalismo. Defende a crítica literária de natureza académica, preocupando-se com os aspetos formais da literatura em detrimento do conteúdo. Receia a perda da independência, no caso de haver uma invasão espanhola.
- Dâmaso Salcede, o protótipo do novo-rico, é a súmula de todos os vícios da sociedade portuguesa do século XIX, evidenciando-se ridículo nas atitudes, na linguagem e na indumentária.
- Craft, representante da cultura artística britânica, adota uma postura de indiferença e distanciamento em relação à discussão entre Alencar e Ega, consciente de que aquela disputa terminaria em conciliação.
- Carlos da Maia, o médico e observador crítico, é um dos protagonistas da intriga principal, que se cruza neste episódio com os «episódios da vida romântica», ou seja, com a crónica de costumes.

- Corrida de cavalos (p. 312 - 341)
Neste episódio, os seguintes objetos de crítica social:
- falta de coerência entre o traje e a ocasião

- sensaboria, revelada pelo facto de as pessoas não revelarem qualquer interesse pelo evento
- desordem e agressões físicas, nada adequadas

- Jantar em casa dos Gouvarinho (p. 389)
- Episódio do Jornal "A Tarde" (p. 571)
- Sarau no Teatro da Trindade (p. 586)

## Tempo
A história narrada n`Os Maias estende-se por cerca de sessenta anos (de 1875 a 1877), a que se acrescentam os dez (de 1877 a 1887) correspondentes ao intervalo entre o afastamento de Carlos n estrangeiro e o seu regresso a Lisboa.
Todavia, no discurso narrativo, a organização deste tempo da história não é sempre feita por ordem cronológica direta.
Vejamos:
- No início do romance, estamos já no outono de 1875 e Afonso da Maia é já um velho que prepara o Ramalhete para o regresso de Carlos da Maia, o seu neto, já adulto.

- Em breve, passadas cerca de oito páginas e através do uso do pretérito mais-que-perfeito somos levados para o tempo mais recuado da história: a juventude de Afonso da Maia.

(A partir deste movimento narrativo de inversão temporal, uma analepse, a narração vai, então, prosseguir contando o passado durante sensivelmente oitenta páginas: o casamento de Afonso; o nascimento de Pedro; o exílio de Afonso; o regresso de Afonso; o casamento de Pedro; o nascimento dos filhos de Pedro, Maria Eduarda e Carlos; a fuga da mulher de Pedro; a educação de Carlos em Santa Olávia; a formação de Carlos em Medicina e a sua viagem pelo estrangeiro; Afonso e o restaurado Ramalhete aguardando a instalação de Carlos em Lisboa - a narração encontra-se com o momento do início do romance, o outono de 1875)
- De novo no outono de 1875, a partir daí e durante cerca de dois anos, o fluir temporal vai decorrer segundo a ordem cronológica direta até janeiro de 1877.
- Finalmente, depois de dez anos elididos da narração, o tempo volta a ser tratado demoradamente, em 1887, durante o dia em que Carlos, acompanhado por Ega, peregrina por Lisboa e pelas memórias que lhe estão associadas.

Perante esta organização do ritmo temporal da narração, verifica-se - de acordo com a centralidade das ações narradas - uma oscilação entre grande rapidez e grande lentidão narrativas:
- os acontecimentos anteriores a 1875 são narrados num ritmo genericamente rápido;
- os acontecimentos correspondentes aos dois anos que se iniciam no outono de 1875 são narrados lentamente;
- a ausência de Carlos no estrangeiro durante 10 anos é resumida em duas páginas;
- o último dia, final, de revisita de Carlos e Ega aos lugares da ação, centrando-se nas memórias dos dois, alonga-se por 26 páginas.

### Importância da Analepse
A Grande Analepse começa na pág. 13, cap. I, com: "Esta existência nem sempre correra com a tranquilidade larga e clara de um belo rio de Verão. O antepassado (…)"; e acaba na pág. 95, cap. IV, com "E então Carlos Eduardo partira para a sua longa viagem pela Europa. Um ano passou. Chegara esse Outono de 1875: (…)".
Graças a ela, Eça apresenta-nos a intriga secundária que permite enquadrar e explicar grande parte dos acontecimentos que terão lugar na intriga principal (a separação dos dois irmãos, a educação dada a Carlos, o peso da hereditariedade, o sentimentalismo exagerado das personagens).

## Extensão
Dentre os vários subgéneros narrativos, o romance é a narrativa mais extensa e mais complexa. Mais breves e mais lineares são, por exemplo, a novela e o conto. Mas neste caso, Os Maias é um romance (o mais extenso dos subgéneros narrativos)

## Crítica social ou dos costumes

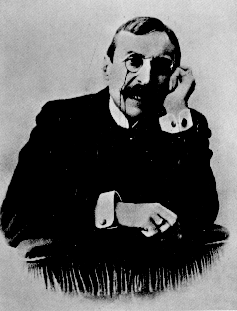
Eça de Queirós (autor d`Os Maias)

O romance veicula sobre o país uma perspectiva muito derrotista, muito pessimista. Tirando a natureza (o Tejo, Sintra, Santa Olávia…), é tudo uma «choldra ignóbil».
Predomina uma visão de estrangeirado, de quem só valoriza as «civilizações superiores» – da França e Inglaterra, principalmente.
Os políticos são mesquinhos, ignorantes ou corruptos (Gouvarinho, Sousa Neto…); os homens das Letras são boémios e dissolutos, retrógrados ou distantes da realidade concreta (Alencar, Ega…: lembre-se o que se passou no Sarau do Teatro da Trindade); os jornalistas boémios e venais (Palma…); os homens do desporto não conseguem organizar uma corrida de cavalos, pois não há hipódromo à altura, nem cavalos, nem cavaleiros, as pessoas não vestem como o evento exigia, as senhoras traziam vestidos de missa.
Para cúmulo de tudo isto, os protagonistas acabam «vencidos da vida». Apesar de ser isto referido no fim do livro, pode-se ver que ainda há alguma esperança implícita, nas passagens em que Carlos da Maia e João da Ega dizem que o apetite humano é a causa de todos os seus problemas e que portanto nunca mais terão apetites, mas logo a seguir dizem que lhes está a apetecer um "prato de paio com ervilhas", ou quando dizem que a pressa não leva a nada e que a vida deve ser levada com calma mas começam a correr para apanhar o americano (elétrico).
Mais do que crítica de costumes, o romance mostra-nos um país – sobretudo Lisboa – que se dissolve, incapaz de se regenerar.
Os episódios que mostram alguma crítica (mais evidente) são os seguintes, esquematizados:
- Jantar e serão em Santa Olávia (cap. III): educação, crítica aos modelos educacionais;
- Jantar do Hotel Central (cap. VI): política, economia, literatura - romantismo vs realismo;
- Corridas do Hipódromo (cap. X): atraso do país, imitação pindérica e parola do estrangeiro;
- Jantar dos Gouvarinho (cap. XII): mediocridade intelectual da aristocracia lisboeta;
- Episódio do jornal "A Tarde" (cap. XV): jornalismo corrupto e sensacionalista;
- Sarau no Teatro da Trindade (cap. XVI): música, retórica e literatura: atraso cultural do país;
- Passeio de Ega e Carlos (cap. XVIII): ociosidade e decadência

Quando o autor escreve mais tarde A Cidade e as Serras, expõe uma atitude muito mais construtiva: o protagonista regenera-se pela descoberta das raízes rurais ancestrais não atingidas pela degradação da civilização, num movimento inverso ao que predomina n’Os Maias.

## O papel das mulheres nas obras
Não só os Maias mas também em outros livros de Eça de Queiroz, como o Primo Basílio e O Crime do Padre Amaro, as personagens femininas representam o pecado da luxúria, da perdição. Os historiadores tentam explicar este facto com base na rejeição materna que Eça sofreu.
Eça nasceu filho de uma relação não-marital. Embora os seus pais tivessem casado e tido mais filhos posteriormente, Eça de Queiroz foi batizado como filho natural de José Maria d'Almeida de Teixeira de Queiroz e de Mãe incógnita. Eça foi criado com a avó, depois com uma ama e, mais tarde num colégio. Os historiadores tentam estabelecer um paralelo entre o que a mãe de Eça representou para ele e a caracterização das mulheres na obra de Eça.
Em Os Maias, várias mulheres têm relações amorosas fora do casamento. A primeira é Maria Monforte, a Negreira, que foge com o napolitano Tancredo, levando consigo a filha e originando a intriga principal. Raquel Cohen não resiste aos encantos de Ega, e amantiza-se com ele, mesmo sendo casada. O mesmo acontece entre Carlos da Maia e a condessa de Gouvarinho. Maria Eduarda não era casada, mas apresenta-se em Lisboa com o apelido do acompanhante, ao passo que toda a sociedade lisboeta pensasse que este fosse seu marido. Ainda assim (e, aos olhos de Carlos, casada) envolve-se num romance com Carlos, que os leva a cometer o incesto.
Todas são caracterizadas como seres fúteis e envoltas num ambiente de insatisfação - Maria Monforte (enquanto casada com Pedro da Maia), a Gouvarinho e Raquel Cohen - e mesmo de degradação (imagem que é dada de Maria Monforte no seu apartamento de Paris).
Ao passo que Maria Monforte e Maria Eduarda se inserem das tramas secundária e principal, respectivamente, as duas outras personagens são personagens-tipo, que caracterizam a sociedade e os costumes da época.

## Adaptações televisivas
Foi adaptada para série em 1979 pela RTP, contando com interpretações de Ruy de Carvalho, João D'Ávila, Canto e Castro, Victor de Sousa, Curado Ribeiro, Lia Gama, Maria Amélia Matta, Artur Semedo, entre outros.
Em 2001, a adaptação produzida pela Rede Globo em parceria com a emissora portuguesa SIC (Sociedade Independente de Comunicação), estreou simultaneamente em Portugal e no Brasil. Com 42 capítulos, a minissérie Os Maias teve direção de Luiz Fernando Carvalho e elenco composto por Fábio Assunção, Ana Paula Arósio, Walmor Chagas, Leonardo Vieira, Osmar Prado, Antonio Calloni, Cecil Thiré, Eva Wilma, José Lewgoy, Marília Pêra, entre outros.
Em Dezembro de 2015, a obra foi adaptada para uma minissérie (constituída por 2 episódios).